# Edith Mærsk (schip, 2007)
De Edith Mærsk is een containerschip van de Deense rederij Mærsk. Samen met haar 7 zusterschepen, de Estelle Mærsk, Eleonora Mærsk, Evelyn Mærsk, Elly Mærsk, Ebba Mærsk, Emma Mærsk en de Eugen Mærsk, was het tot november 2012 het grootste containerschip ter wereld. Het schip heeft een vervoerscapaciteit van 15.500 TEU, de maat TEU is een halve normale container. Dankzij verregaande automatisering komt de Edith Mærsk, net als haar zusterschepen, ondanks de enorme omvang met een bemanning van slechts 13 personen toe.
Met een speciaal voor deze schepen ontwikkelde Wärtsilä dieselmotor haalt het schip een vermogen van 80.000 kW. Dankzij een systeem van warmterecuperatie, waarbij met de vrijkomende warmte van de uitlaatgassen een turbinegenerator wordt aangedreven, wordt dit vermogen opgevoerd tot 90.000 kW. Het schip werd gebouwd op de eigen werf van de A.P. Moller-Maersk Group, Odense Steel in Odense, en werd gedoopt op 3 november 2007.
Op 13 januari 2012 was dit schip het grootste dat tot dan toe de haven van Antwerpen aandeed. Het meerde probleemloos aan in het Deurganckdok en loste er 2200 containers.